# Chrysosoma pusilum
Chrysosoma pusilum är en tvåvingeart som först beskrevs av Macquart 1842.  Chrysosoma pusilum ingår i släktet Chrysosoma och familjen styltflugor. Inga underarter finns listade i Catalogue of Life.